# اقتصاد الهيدروجين

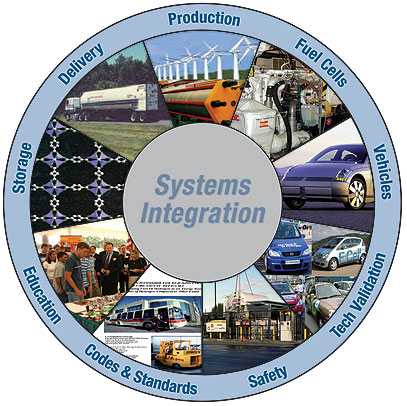

اقتصاد الهيدروجين هو نظام مقترح لتوزيع الطاقة باستخدام الهيدروجين. ان مصطلح اقتصاد الهيدروجين قد عرف لأول مرة على لسان John Bockrisخلال خطاب ألقاه سنة 1970 في المركز التقني لجنرال موتورز.
بما أن الهيدروجين غير متوافر بشكل حر في الطبيعة لذلك لا بد من إنتاج الهيدروجين من التحليل الكهربائي للماء أو أحد الطرق المعروفة الأخرى. وعدم توافره في الطبيعة يجعل منه حاملا للطاقة (مثل الكهرباء) وليس مصدرا رئيسيا للطاقة (مثل الفحم). إن الفائدة من اقتصاد الهيدروجين تعتمد على القضايا المتعلقة بمصادر الطاقة مثل استخدام الوقود الأحفوري والتغير المناخي وتوليد الطاقة المتجددة (المستدامة)

## الأسباب
اقترح اقتصاد الهيدروجين لحل المشاكل المتعلقة بالتأثيرات السلبية لاستخدام أنواع الوقود الهيدروكربوني حيث ينطلق الكربون ضمن ثاني أكسيد الكربون كناتج عن الاحتراق لمثل هذه الأنواع من الوقود.
ضمن الاقتصاد العالمي الحالي المعتمد على الوقود الهيدروكربوني, تتم تغذية قطاع النقل بواسطة النفط. ان احتراق الوقود الهيدروكربوني ينتج عنه ثاني أكسيد الكربون وملوثات أخرى. وتعتبر إمدادات المصادر الهيدروكربونية الناجعة اقتصاديا في العالم محدودة. وذلك باعتبار أن الطلب على الوقود الهيدروكربوني متزايد, وخصوصا في الصين والهند ودول نامية أخرى.
يعتبر المؤيدون لاقتصاد الهيدروجين كنظام عالمي أن الهيدروجين هو الناقل الأنظف للطاقة للمستهلك النهائي. وخصوصا في تطبيقات النقل.
يمتلك الهيدروجين محتوى طاقي كبير في وحدة الكتلة. وعند استخدام الهيدروجين في محركات اوتو للاحتراق الداخلي يمكن القول أن المحرك قد وصل إلى مردوده الأعظمي حوالي 38% أكثر ب 8% من مردوده عند استخدام البنزين. وعند استخدام خلايا الوقود والمحركات الكهربائية يكون المردود أكبر بمرتين إلى ثلاث مردوده منه عند استخدام محرك الاحتراق الداخلي. ولكن تعتبر الكلفة التأسيسية العالية لخلايا الوقود حوالي 5.500$/KW واحدة من المعوقات الأساسية في تطور خلايا الوقود. وهذا يعني أن خلايا الوقود ذات فعالة تقنية فقط وليست اقتصادية مقارنة مع محركات الاحتراق الداخلي.
أما المعوقات الأخرى فهي مشاكل تخزين الهيدروجين ومتطلبات النقاوة للهيدروجين عند استخدامه في خلايا الوقود.

## تاريخه
كان جون بوكريس أول من صاغ مصطلح اقتصاد الهيدروجين خلال حديث أجراه في 1970 في مركز جنرال موتورز التقني. اقترح المفهوم سابقًا من قبل عالم الوراثة ج.ب.س. هالدان.
اقترح اقتصاد الهيدروجين من قبل جامعة ميشيغان لحل بعض الآثار السلبية باستخدام أنواع الوقود الهيدروكربونية التي تطلق الكربون إلى الغلاف الجوي (كثنائي أكسيد الكربون، أحادي أكسيد الكربون، الهيدروكربونات غير المحترقة، إلخ). ويرجع أثر الاهتمام الحديث باقتصاد الهيدروجين بشكل عام إلى تقرير تقني صادر عام 1970 لورنس دبليو. جونز من جامعة ميشيغان.
استمر وصف ارتفاع ذروة الاهتمام بالمفهوم في العقد الأول من الألفية الثالثة بأنها صيحة مؤقتة من قبل النقاد وأنصار التقنيات البديلة. عاد الاهتمام بحامل الطاقة في العقد الثاني من الألفية الثالثة، وخصوصًا من خلال تشكيل لجنة الهدروجين في 2017. أطلقت عدة شركات صانعة سيارات خلايا الهيدروجين بشكل تجاري، مع تخطيط شركات كتويوتا ومجموعات صناعية في الصين لزيادة أعداد السيارات وصولًا إلى مئات الآلاف في العقد التالي.

## السوق الحالي للهيدروجين
إنتاج الهيدروجين صناعة كبيرة وفي طريق النمو: مع نحو 70 مليون طنًا في 2019 مخصصة للإنتاج في العام الواحد، وهو رقم أكبر من مؤونة الطاقة الأساسية لألمانيا.
حسب بيانات عام 2019، فإن إنتاج المسمدات وتكرير النفط هما الاستخدامان الأساسيان. يستخدم نحو النصف في عملية هابر لإنتاج الأمونيا (NH3)، الذي يستخدم بعدها مباشرةً أو بشكل غير مباشر في السماد. لأن كلًا من سكان العالم والزراعة الاستهلاكية المستخدمة في تغذيتهم ينمو، فإن الطلب على الأمونيا ينمو كذلك. يمكن استخدام الأمونيا كطريقة غير مباشرة أأمن وأسهل لنقل الهيدروجين. يمكن للأمونيا المنقولة بعدها أن يعاد تحويلها إلى هيدروجين في العربة بتقنية غشائية.
يستخدم النصف الآخر من إنتاج الهيدروجين الحالي لتحويل مصادر البترول الثقيل إلى مشتقات أخف مناسبة للاستخدام كوقود. تعرف هذه العملية الأخيرة باسم تكسير الهيدروجين. يمثل تكسير الهيدروجين مساحة أكبر حتى للنمو بما أن ارتفاع أسعار النقط يشجع شركات النفط على استخراج المواد ذات المصادر الأسوأ، كالنفط الرملي والصخر الزيتي. تسمح اقتصاديات الأحجام الكبيرة التي عد من خصائص تكرير النفط على نطاق واسع وصناعة السماد بالإنتاج في الموقع والاستخدام «الآسر». تصنع كميات أصغر من هيدروجين «التجار» وتسلم للمستهلكين النهائيين كذلك.
حتى 2019 كل إنتاج الهيدروجين تقريبًا من الوقود الأحفوري، ويصدر 830 طنًا من ثنائي أكسيد الكربون في العام. يعكس توزع الإنتاج آثار القيود الترموديناميكية على الخيارات الاقتصادية: من بين الطرق الأربع لاستخلاص الهيدروجين، يوفر الاحتراق الجزئي للغاز الطبيعي في محطة طاقة عاملة على الدورة المشتركة للغاز الطبيعي أكفأ الطرق الكيميائية وأكبر مقدار ناتج ممكن من طاقة الحرارة القابلة للاستخدام.
حفز السوق الكبير والارتفاع الحاد في أسعار الوقود الأحفوري أيضًا على الازدياد الكبير للاهتمام بالوسائل البديلة الأرخص لإنتاج الهيدروجين.

## الإنتاج والتخزين والبنية التحتية
حتى 2002، ينتج الهيدروجين بشكل رئيسي (<90%) من مصادر أحفورية.

### الترميز اللوني
غالبًا ما يرمز للهيدروجين بألوان متعددة للإشارة إلى أصله. كما يظهر أدناه، لبعض مصادر الإنتاج أكثر من علامة واحدة، مع إدراج الأكثر شيوعًا أول. رغم أن استخدام الترميز اللوني ليس موحدًا، فإنه ليس عشوائيًا كذلك.
| المراجع                                                                              | ملاحظات                           | مصدر الإنتاج                                                                 |  | اللون                  |
| [ 13 ]                                                                               | عن طريق التحليل الكهربائي للماء   | الكهرباء والطاقات المتجددة                                                   |  | أخضر                   |
| [ 14 ]                                                                               | عن طريق التحليل الحراري للميثان   | التخزين غير المستقر للهيدروجين؛ الفصل الحراري للميثان                        |  | فيروزي                 |
| [ 13 ]                                                                               | يتطلب شبكات التقاط وإطلاق كربون   | تخزين الهيدروجين/ انظر الكيمياء السطحية: هيدروكربونات مع التقاط وإطلاق كربون |  | أزرق                   |
| [ 15 ]                                                                               |                                   | هيدروكربونات أحفورية، بشكل أساسي من إعادة تشكيل البخارية للغاز الطبيعي       |  | رمادي                  |
| [ 16 ]                                                                               |                                   | أقل كمية من الهيدروجين، فحم                                                  |  | بني أو أسود            |
| [ 14 ]                                                                               | دون تحليل كهربائي للماء           | مخازن الهيدروجين، الطاقة النووية                                             |  | بنفسجي أو زهري أو أحمر |
| https://www.nationalgrid.com/stories/energy-explained/hydrogen-colour-spectrum       | عن طريق الخلايا الضوئية الجهدية   | هيدروجين مستوى منخفض في الطاقات الشمسية                                      |  | أصفر                   |
| https://www.earth.ox.ac.uk/2021/09/gold-hydrogen-oxford-earth-sciences-in-the-times/ | يحصل عليه عن طريق التعدين         | هيدروجين ناتج طبيعيًا في قشرة الأرض                                           |  | ذهبي                   |
| [ 17 ]                                                                               | يشير إلى الهيدروجين المنتج طبيعيًا | هيدروجين طبي                                                                 |  | أبيض                   |

### وسائل الإنتاج
اكتشف الهيدروجين الجزيئي في بئر كولا العميق. من غير الواضح كم يتوفر من الهيدروجين الجزيئي في الخزانات الطبيعية، ولكن شركةً واحدةً على الأقل تختص في حفر الآبار لاستخراج الهيدروجين. معظم الهيدروجين في الغلاف الصخري للأرض مرتبط بالأكسجين في الماء. يتطلب تصنيع الهيدروجين العنصري استهلاك حامل للهيدروجين كالوقود الأحفوري أو الماء. يستهلك الحامل السابق المورد الأحفوري وينتج في عملية بخار الميثان غاز ثنائي أكسيد الكربون الذي يعد من غازات الدفيئة. ولكن في عملية التحلل الحراري للميثان الأحدث لا ينتج غاز ثنائي أكسيد الكربون لينضم إلى غازات الدفيئة في الغلاف الجوي. لا تتطلب هذه العمليات عادةً دخلًا إضافيًا من الطاقة سوى الوقود الأحفوري ذاته.
يتطلب تحليل الماء، الحامل الأخير، دخلًا حراريًا أو كهربائيًا، يولده مصدر أولي ما للطاقة (وقود أحفوري، طاقة نووية، طاقة متجددة). يعرف الهيدروجين المنتج بمصادر طاقة معدومة الانبعاثات كتفكيك الماء باستخدام طاقة الرياح، أو الطاقة الشمسية، أو الطاقة النووية، أو الطاقة الكهرومائية، أو طاقة الأمواج، أو طاقة المد والجزر باسم الهيدروجين الأزرق. يمكن أن يشار إلى الهيدروجين المنتج من الفحم باسم الهيدروجين البني.

### طرق الإنتاج الحالية

#### إعادة تشكيل البخار – الرمادي أو الأزرق
ينتج الهيدروجين صناعيًا من إعادة تشكيل البخار، والتي تستخدم الغاز الطبيعي. المحتوى الطاقي للهيدروجين المنتج أقل من المحتوى الطاقي للوقود الأصلي، إذ يفقد بعضه على شكل فاقد حراري خلال الإنتاج. تبعث إعادة تشكيل البخار ثنائي أكسيد الكربون، وهو من غازات الدفيئة.

#### التحلل الحراري للميثان – الفيروزي
يعد التحلل الحراري للميثان (الغاز الطبيعي) بعملية وحيدة الخطوة عن طريق نفخ فقاعات الميثان في مادة محفزة معدنية مصهورة طريقةً «دون غازات دفيئة» لإنتاج الهيدروجين، وقد أتقنت في 2017 وتختبر الآن لاستخدامها على نطاق واسع. تجرى العملية عند درجات حرارة مرتفعة (1065 درجة مئوية). يتطلب إنتاج 1 كغ من الهيدروجين نحو 5 كيلوواط ساعي من الكهرباء لحرارة العملية.
CH4(g) → C(s) + 2 H2(g) ΔH° = 74 kJ/mol
يمكن بيع الكربون الصلب ذي النوعية الصناعية وقودًا تصنيعيًا أو رميه في المقالب (دون تلوث).

#### التحليل الكهربائي للماء – أخضر أو بنفسجي
يمكن للهيدروجين أن يحضر عن طريق التحليل الكهربائي عند ضغط مرتفع، أو التحليل الكهربائي عند ضغط منخفض للماء، أو بإحدى طرق كهروكيميائية عديدة حديثة كالتحليل الكهربائي عند درجة حرارة مرتفعة أو باستخدام التحليل الكهربائي بمساعدة الكربون. ولكن أفضل العمليات الحالية لتحليل الماء كهربائيًا لها كفاءة كهربائية فعالة بين 70-80%، لذا فإن إنتاج 1 كغ من الهيدروجين (والذي يمتلك طاقة نوعية 143 ميغاجول/كغ أو نحو 40 كيلوواط ساعي/كغ) يتطلب 50-55 كيلوواط من الكهرباء.
في أجزاء من العالم تكلف عملية إعادة تشكيل بخار الميثان بين 1-3$/كغ بشكل وسطي بإغفال كلفة ضغط غاز الهيدروجين. هذا يجعل إنتاج الهيدروجين عن طريق التحليل الكهربائي للماء منافسًا من حيث التكلفة في العديد من المناطق بالفعل، كما أوضحت شركة نيل هيدروجين وشركات أخرى، ومن ذلك ما جاء في مقالة لوكالة الطاقة الدولية تدرس الشروط التي قد تؤدي إلى ميزة تنافسية للتحليل الكهربائي.
ينتج جزء صغير (2% في 2019) عن طريق التحليل الكهربائي باستخدام الكهرباء والماء، مستهلكًا نحو 50 حتى 55 كيلوواط ساعي من الكهرباء لكل كيلوغرام من الهيدروجين الناتج.

### عملية كفايرنر
عملية كفايرنر أو عملية كفايرنر لأسود الكربون والهيدروجين طريقة طورت في ثمانينيات القرن العشرين على يد شركة نرويجية تحمل الاسم نفسه، لإنتاج هيدروجين من الهيدروكربونات (CnHm) كالميثان والغاز الطبيعي والغاز الحيوي. من الطاقة المتاحة في الوقود، تكمن نسبة 48% تقريبًا في الهيدروجين، و40% في الكربون المنشط و10% في البخار فائق التسخين.

## اقرأ أيضا
- محفز كهربائي